# クレーヴェ

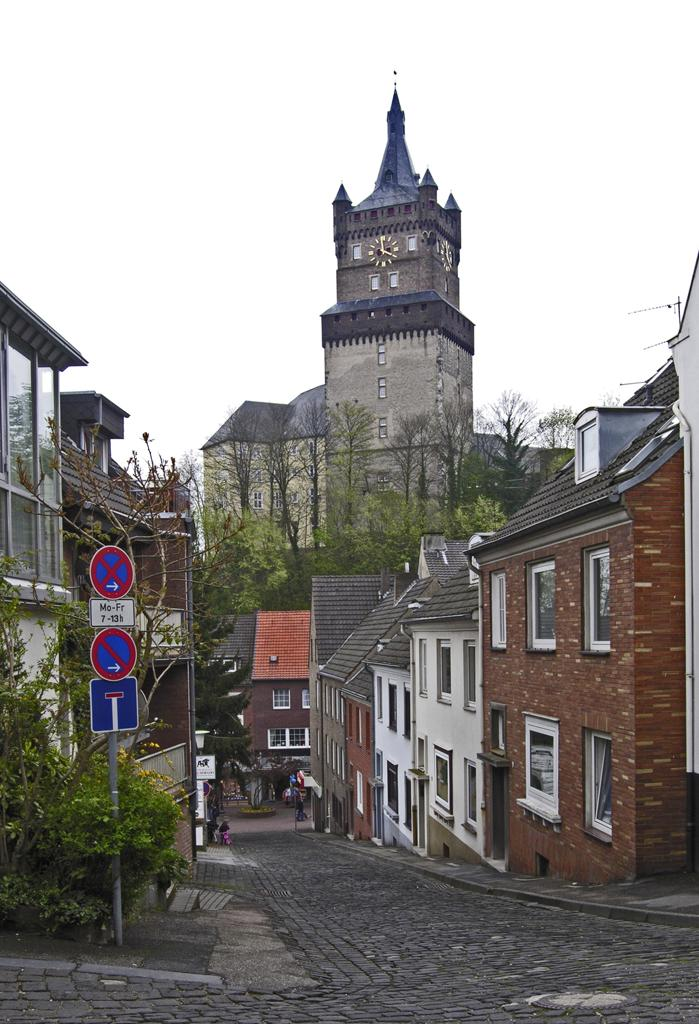
シュヴァーネンブルク（白鳥城）

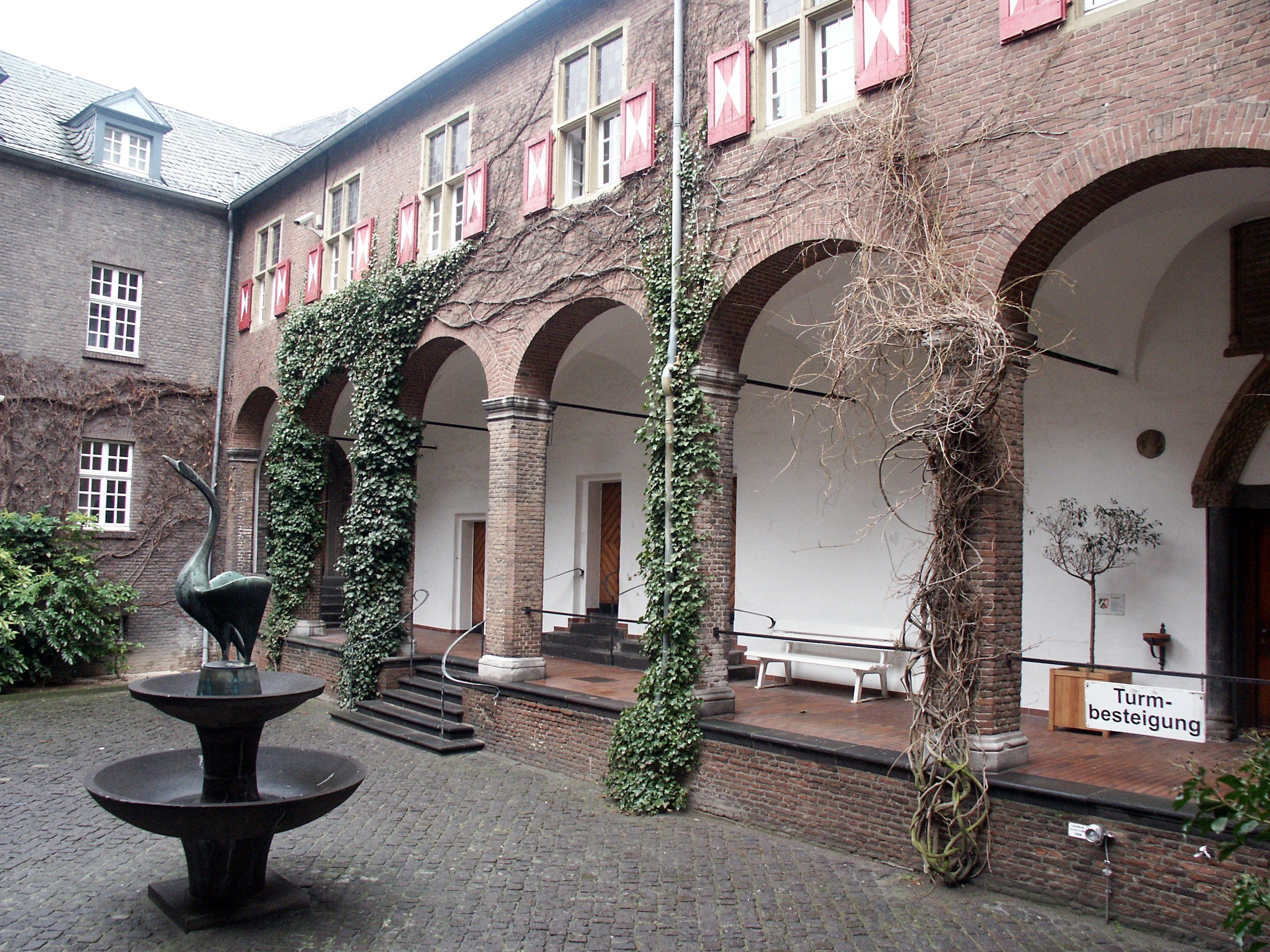
シュヴァーネンブルクの中庭

クレーヴェ (Kleve,  ドイツ語発音: [ˈkleːvə] 発音、1935年7月20日までの表記：Cleve) はドイツ連邦共和国ノルトライン＝ヴェストファーレン州の都市。デュッセルドルフ行政管区に属するクレーヴェ郡の行政機関が置かれている。人口は約53,000人。街の名称は絶壁 (Kliff) に由来する。なおクレーフェとも表記される。「白鳥の騎士」の伝説に彩られた美しい景観の町である。

## 地勢・産業
ライン川の近くに位置する都市。食品工業や製靴が盛ん。オランダとの国境まで10キロ程度である。近隣の都市としては、約20キロ西にオランダのナイメーヘン、25キロ南東には古代ローマ帝国時代の遺跡が発掘されているクサンテン、55キロ南東にデュースブルクが位置する。

## 歴史
今日、市のランドマーク的存在となっているシュヴァーネンブルク（Schwanenburg; 白鳥城)の現存最古の部分は、1190年ころに建設された。
1242年4月24日、城下の街区は都市特権を獲得した。この市とその周辺は11世紀半ば以降城主クレーヴェ伯によって代々統治された。（もっとも、古文書に最初に「クレーヴェ伯」と記載があるのは1092年である。）なお、中世ドイツ宮廷文学の創始者ハインリヒ・フォン・フェルデケは『エネイーデ』（ドイツ語版「エネアス物語」）のエピローグにおいて、1174年にテューリンゲン方伯ルートヴィヒ3世と結婚したと推定される”Gräfin von Kleve”（おそらく「クレーヴェ伯令嬢」）に言及している。同伯爵家は神聖ローマ帝国皇帝ジギスムントによりコンスタンツ公会議において、1417年に公爵位を授けられ、クレーヴェ公家は1609年まで6代続いた。
クレーヴェ公爵家の最盛期は、16世紀であり、それを象徴する出来事が1540年のクレーヴェ公女アンナ（アン・オブ・クレーヴズ）のイングランド王ヘンリー8世との結婚である。
クレーヴェ公爵家の廃絶後クレーヴェ市と公爵家領の一部は、ブランデンブルク選帝侯の領地となったが、17世紀後半、同選帝侯の代官（Statthalter）、ナッサウ公ヨーハン・モーリッツ（Fürst Johann Moritz von Nassau）の統治下、市は「昔の栄華」（16世紀の繁栄）を取り戻し、見事な景観の都市となった。ベルリンのウンター・デン・リンデン通りは、ここの城の周りの見事な菩提樹の並木道を真似たものである 。
第二次世界大戦では激しい空爆を受け、シュヴァーネンブルクを含めて深刻な打撃を受けたが、戦後復興を果たした。
著名な人文主義者エラスムス（Erasmus ; 1469-1536）は「白鳥城」に客として頻繁に滞在している。

## スポーツ
1.FCクレーフェが、クレーヴェを本拠地とするサッカークラブである。現在、ドイツ4部リーグに属している。

## 引用
1. ↑  Bevölkerung der Gemeinden Nordrhein-Westfalens am 31. Dezember 2023 – Fortschreibung des Bevölkerungsstandes auf Basis des Zensus vom 9. Mai 2011
2. ↑   Das Aussprachewörterbuch (6 ed.). Duden. p. 467. ISBN 978-3-411-04066-7
3. ↑   Dieter Berger: de:Duden, geographische Namen in Deutschland: Herkunft und Bedeutung  der Namen von Ländern, Städten, Bergen und Gewässern, Bibliographisches Institut, Mannheim/Wien/Zürich 1993 (ISBN 3-411-06251-7),  S. 152.
4. ↑  ドイツ観光局
5. ↑   グリム兄弟『ドイツ伝説集』 (1816/18) 、541話「ライン河の白鳥の舟」において、「白鳥の騎士」（ローエングリン (アーサー王伝説) ）はこの町の城主となっていた姫と結婚し、子を儲けたと伝えられている。Brüder Grimm:  Deutsche Sagen. Bd. 2. Herausgegeben von Hans-Jörg Uther. München: Diederichs. 1993. ISBN 3-424-01177-0. S. 502-503.- 小塩節『ラインとともに』 郁文堂 1998年、ISBN 4-261-01145-X、42頁。
6. ↑  その家系が「白鳥の騎士」と結びつけられている貴族は、ブイヨン家 (Haus Bouillon)、ブーローニュ家 (Haus Boulogne)、ブラバント家 (Haus Brabant)の他に、クレーヴェ家 (Haus Kleve) も含まれる (Thomas Cramer：Lohengrin. Edition und Untersuchungen. München: Fink 1971, S. 98-122.参照)。
7. ↑  Heinz Feldkamp: Die Schwanenburg zu Kleve. Herausgeber: Freunde der Schwanenburg e. V. Kleve, o. J., S. 2.
8. ↑  Lexikon des Mittelalters. Bd. V. München/Zürich: Artemis & Winkler 1991 (ISBN 3-8508-8905-X), Sp. 1213. - Heinz Feldkamp: Die Schwanenburg zu Kleve. Herausgeber: Freunde der Schwanenburg e. V. Kleve, o. J., S. 5.
9. ↑   Gerhard Köbler: Historisches Lexikon der deutschen Länder, 6. Aufl. München: Beck 1988 = Darmstadt: Wissenschaftliche Buchgesellschaft 1999, S. 312-313.
10. ↑   Heinrich von　Veldeke : Eneasroman.  Mittelhochdeutsch/Neuhochdeutsch. Nach dem Text von Ludwig Ettmüller ins Neuhochdeutsche übersetzt, mit einem Stellenkommentar und einem Nachwort von Dieter Kartschoke. Stuttgart: Reclam 1986 (Universal-Bibliothek Nr. 8303[10]) (ISBN 3-15-008303-6), S. 750-752; S. 854-826.
11. ↑  Heinz Feldkamp: Die Schwanenburg zu Kleve. Herausgeber: Freunde der Schwanenburg e. V. Kleve, o. J., S. 5-6.
12. ↑  Grafen und Herzöge von Kleve. Herausgegeben von den Freunden der Schwanenburg in Zusammenarbeit mit dem Städtischen Museum Haus Koekkoek, o. J., Legenda zur Farbtafel auf der Vorderseite. – Robert Rahier: Kleve. Grüne Insel zwischen Rhein & Maas. Ganzjährig geöffnet.  Herausgeber: Stadt Kleve, o. J., S. 4-5.
13. 1 2  Robert Rahier: Kleve. Grüne Insel zwischen Rhein & Maas. Ganzjährig geöffnet.  Herausgeber: Stadt Kleve, o. J., S. 5.
14. ↑  小塩節『ラインとともに』 郁文堂 1998年、ISBN 4-261-01145-X、42頁。
15. ↑   Günther Dietel:  Reiseführer für Literaturfreunde.  I: Bundesrepublik Deutschland einschl. Berlin . Frankfurt/M-Berlin: Ullstein 1965. S. 181.